# Azidocillin
Azidocillin là một loại penicillin.